# 中星-20A
中星-20A通信广播卫星（Chinasat-20A）是一颗于2010年11月25日0时09分在中国西昌卫星发射中心发射并成功进入预定轨道的通信广播卫星，运载它的是“长征三号甲”火箭。中星-20A由中国航天科技集团公司所属中国运载火箭技术研究院为主研制生产，主要提供传输话音、数据和广播电视等服务。